# Teatro na Grécia Antiga

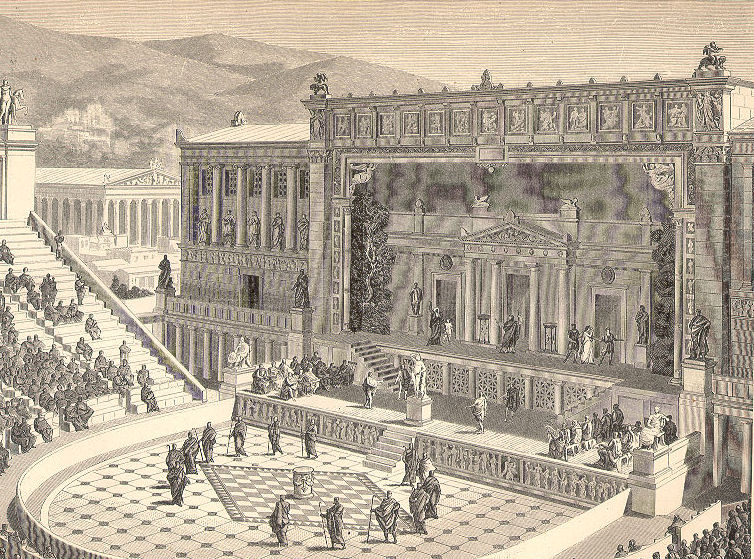
O Teatro de Dionísio em reconstituição do século XIX

O teatro na Grécia antiga teve suas origens ligadas a Dionísio, divindade da vegetação, da fertilidade e do vinho, cujos rituais tinham um caráter orgiástico. Durante as celebrações, que duravam seis dias, em honra ao deus, em meio a procissões e com o auxílio de fantasias e máscaras, eram entoados cantos líricos, os ditirambos, que mais tarde evoluíram para a forma de representação plenamente cênica como a que hoje conhecemos através de peças consagradas.
Seu florescimento ocorreu entre 550 e 220 a.C., sendo cultivado em especial em Atenas, que neste período também conheceu seu esplendor, mas espalhou-se por toda a área de influência grega, desde a Ásia Menor até a Magna Grécia e o norte da África. Sua tradição foi depois herdada pelos romanos, que a levaram até as suas mais distantes províncias, e é uma referência fundamental na cultura do ocidente até os dias de hoje.

## Evolução e características

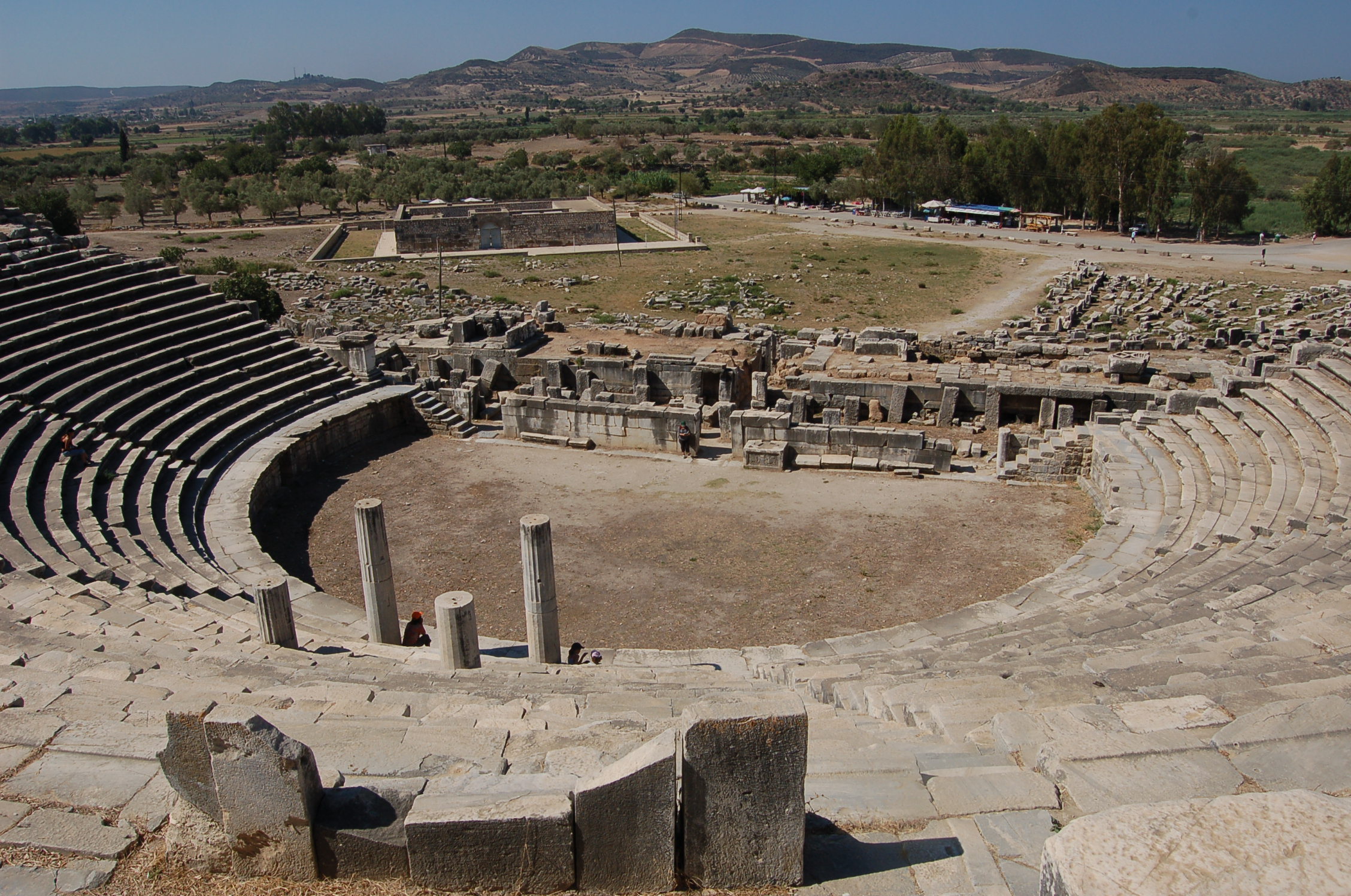
As ruínas do Teatro de Mileto

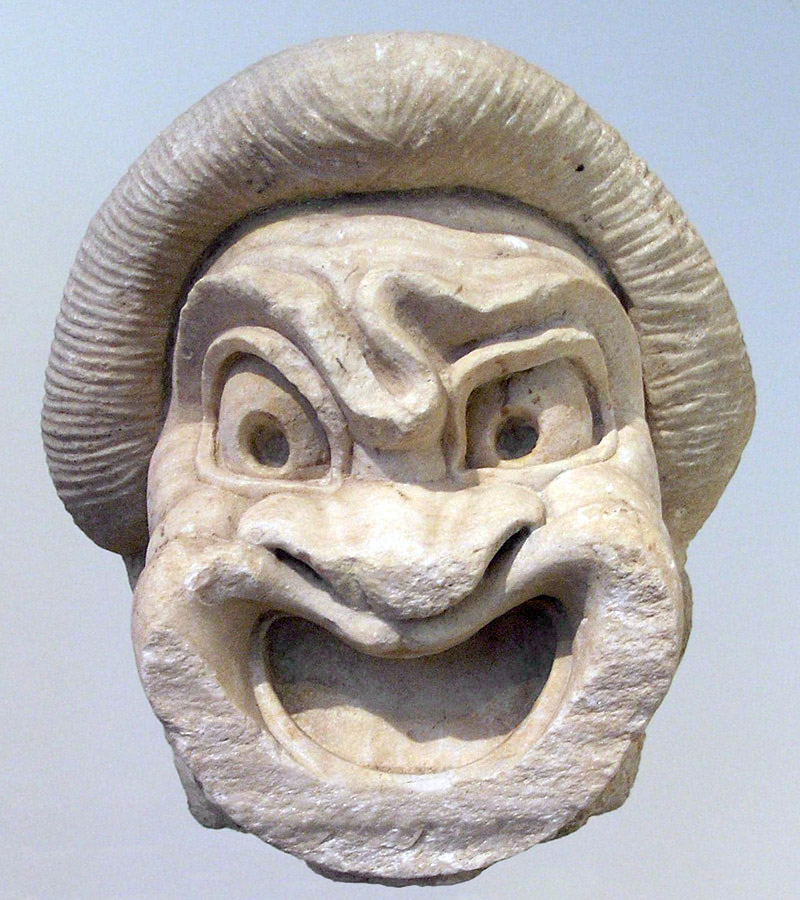
Máscara teatral do tipo Primeiro Escravo, personagem típico da Comédia Nova. Mármore, século II a.C., Museu Arqueológico Nacional de Atenas

Com o passar do tempo, as procissões dionisíacas foram ficando mais elaboradas, e surgiram os "diretores de coro", os organizadores das procissões, já que elas podiam reunir nas cidades até vinte mil pessoas. O primeiro diretor de coro e dramaturgo foi Téspis, convidado pelo tirano Pisístrato para dirigir a procissão de Atenas e vencedor do primeiro concurso dramático registrado. Téspis parece ter sido um elo importante na evolução final do ditirambo cantado em direção ao texto recitado e dialogado, criando a figura do "respondedor ao coro" (hypócrites) e a do personagem individualizado, escreveu poemas com esta característica, e os rapsodos que recitavam Homero também faziam uso da prosa dialogada. Também parece ter introduzido um segundo personagem, além do protagonista, representando dois papéis na mesma peça através do uso de uma máscara com uma face na frente e outra na nuca. As máscaras tinham uma outra função, eminentemente prática, por possibilitarem às pessoas acompanhar a ação cénica pelas expressões que mostravam, quando a voz do ator não conseguia alcançar toda a plateia.
Outros autores que se destacaram nesta época são Quérilo, Pratinas e Frínico, cada qual introduzindo mudanças no estilo da representação. Destes, Frínico é o mais conhecido, vencedor de competições e autor de tragédias com temas explorados mais tarde na era dourada do teatro grego, como As Danaides, As Mulheres da Fenícia e Alceste, sendo o primeiro a introduzir personagens femininos. Foi ainda o primeiro a abordar um tema contemporâneo com a peça A Queda de Mileto, produzida em 493 a.C. e que arrancou lágrimas da plateia pelo choque que a conquista da cidade pelos persas provocara na sociedade ateniense. Mas ao contrário do que se poderia esperar, Heródoto conta que em vez de ser considerada um sucesso por sua eficiência dramática, a peça acarretou ao autor uma multa de mil dracmas por ter trazido à memória dos cidadãos uma calamidade tão infausta, que os havia abalado tão profundamente, e a peça foi proscrita para sempre.
O coro era composto pelos narradores da história que, através de representação, canções e danças, relatavam as façanhas do personagem. Era o intermediário entre o ator e a plateia, e trazia os pensamentos e sentimentos à tona, além de pronunciar também a conclusão da peça. Também podia haver o corifeu, que era um representante do coro que se comunicava com a plateia.
Os atores do teatro grego eram todos homens, e interpretavam vários papéis durante o mesmo espectáculo. Na tragédia existiam três atores e na comédia quatro. Os atores utilizavam máscaras e fatos que poderiam ser pesados. Na tragédia os atores utilizavam uma túnica até aos pés, chamado quíton, e o coturno; na comédia usavam-se roupas próximas às utilizadas pelos cidadãos e calçavam-se sandálias.

### O apogeu do teatro grego

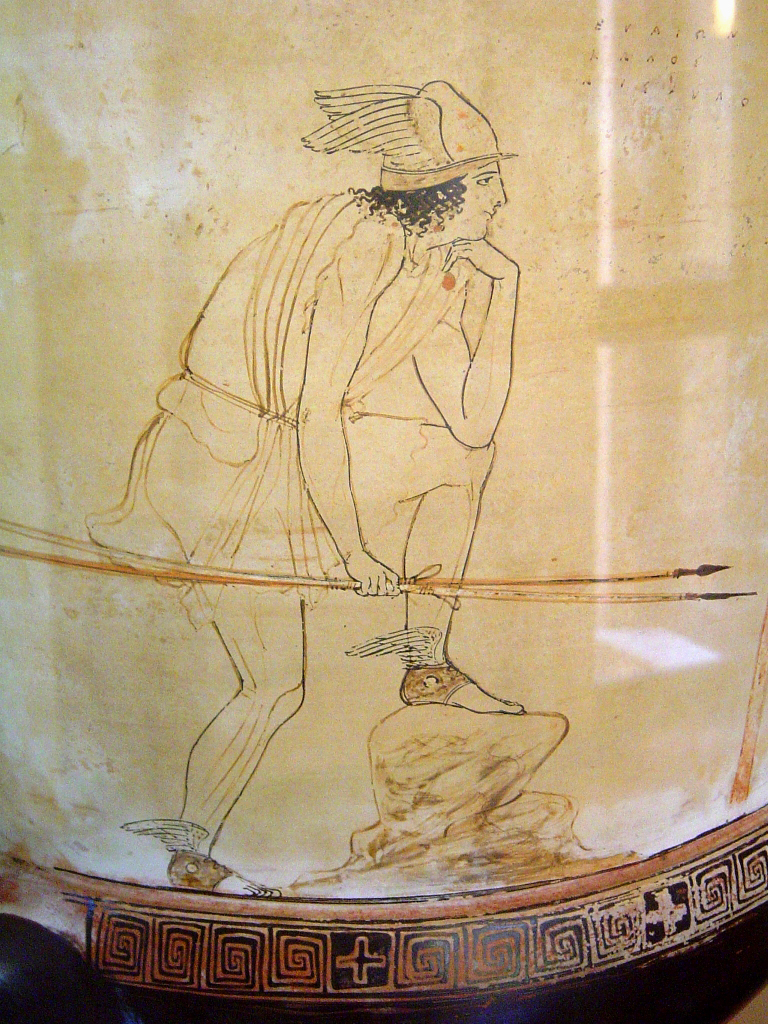
Possível retrato do ator Euiaon em um vaso de Pesto, representando Perseu na Andrômeda, de Sófocles. C., Museu Arqueológico Regional de Agrigento

Depois da queda de Atenas e sua destruição pelos persas em 481 a.C. a cidade foi reconstruída, e o teatro passou a desempenhar um papel ainda mais importante na cultura e no orgulho cívico locais. Com a evolução da forma e a introdução de enredos fictícios ou contemporâneos se estabilizaram dois gêneros principais, já plenamente cênicos: a tragédia e a comédia. Nas Grandes Dionísias três poetas concorriam, cada um com três tragédias e um drama satírico. Para além disso, apresentavam-se cinco comédias e 20 ditirambos.
As novidades desta fase são a introdução de um segundo ator, o deuteragonista, por Ésquilo, e depois um terceiro, o tritagonista, por Sófocles. O coro se formalizou e fixou com cerca de 4 a 8 pessoas, vestidas de negro, e o acompanhamento musical desenvolveu os primeiros sinais de cromatismo e polifonia na história da música do ocidente. Crátinos, por sua vez, foi o primeiro a levar a comédia a um alto nível de dignidade literária.

### Helenismo
Atenas na Guerra do Peloponeso sua influência declinou, a produção teatral decaiu e peças antigas voltaram aos palcos. Embora a tradição parecesse ter perdido vitalidade, o teatro continuou a ser cultivado até o período helenístico, quando o gênero de preferência passou da tragédia para a comédia, ora transformada em uma farsa cômica sobre assuntos prosaicos, com destaque para o gênero do mime. O único autor importante do período é Menandro, o passou a ser chamada, teve grande influência na comédia romana de Plauto e Terêncio.

## Os gêneros

### Tragédia
A tragédia é o gênero mais antigo, tendo surgido provavelmente em meados do século VI a.C. Os temas da tragédia eram oriundos da religião ou das sagas dos heróis, sendo raras as tragédias que se debruçavam sobre assuntos da época (um exemplo de passada que abordava temas contemporâneos foi Os Persas de Ésquilo). A maioria das tragédias retrata a queda de um herói, muitas vezes atribuída à sua arrogância (húbris).

### Comédia

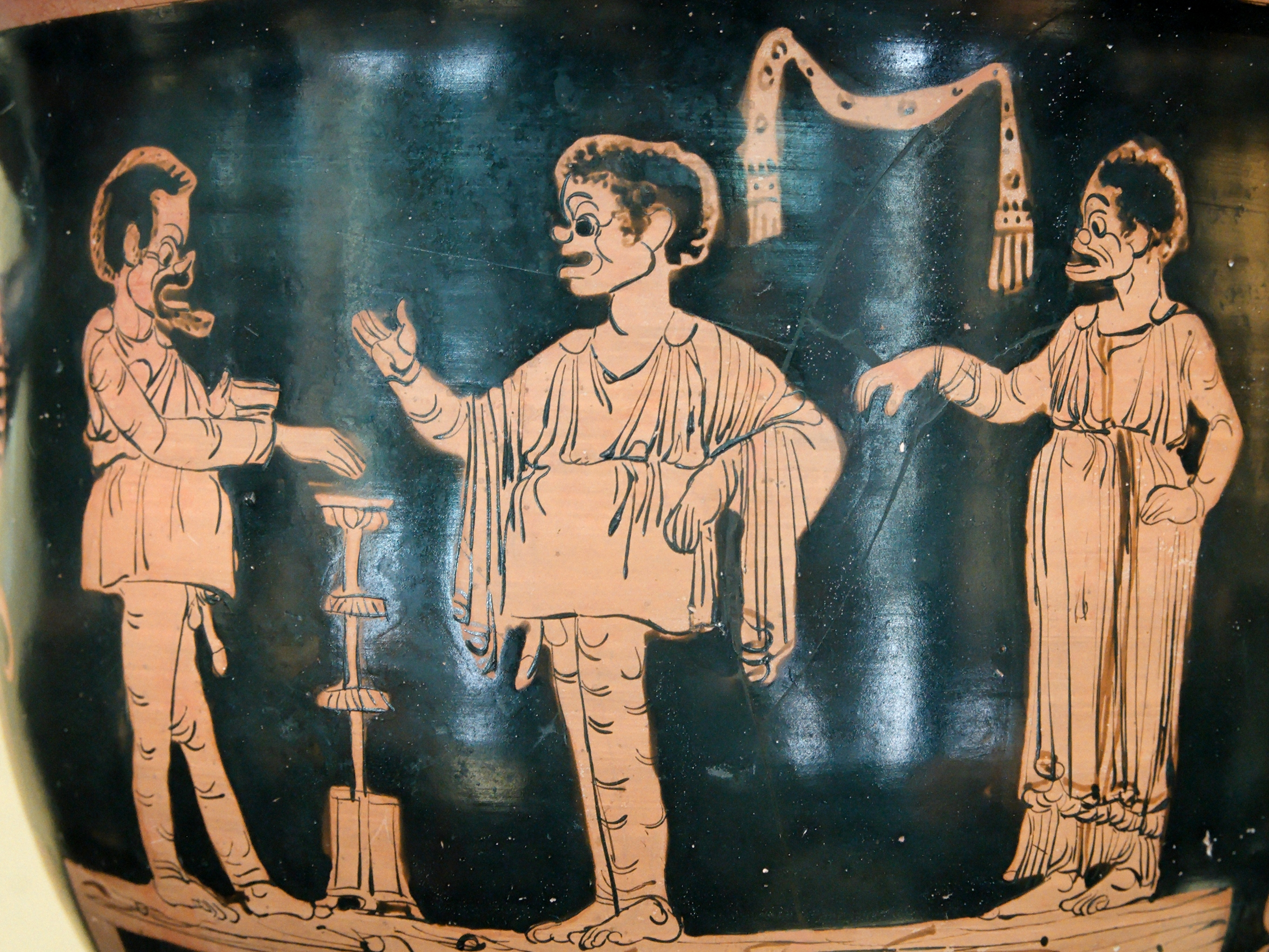
Cena de comédia em vaso da Apúlia, século IV a.C.

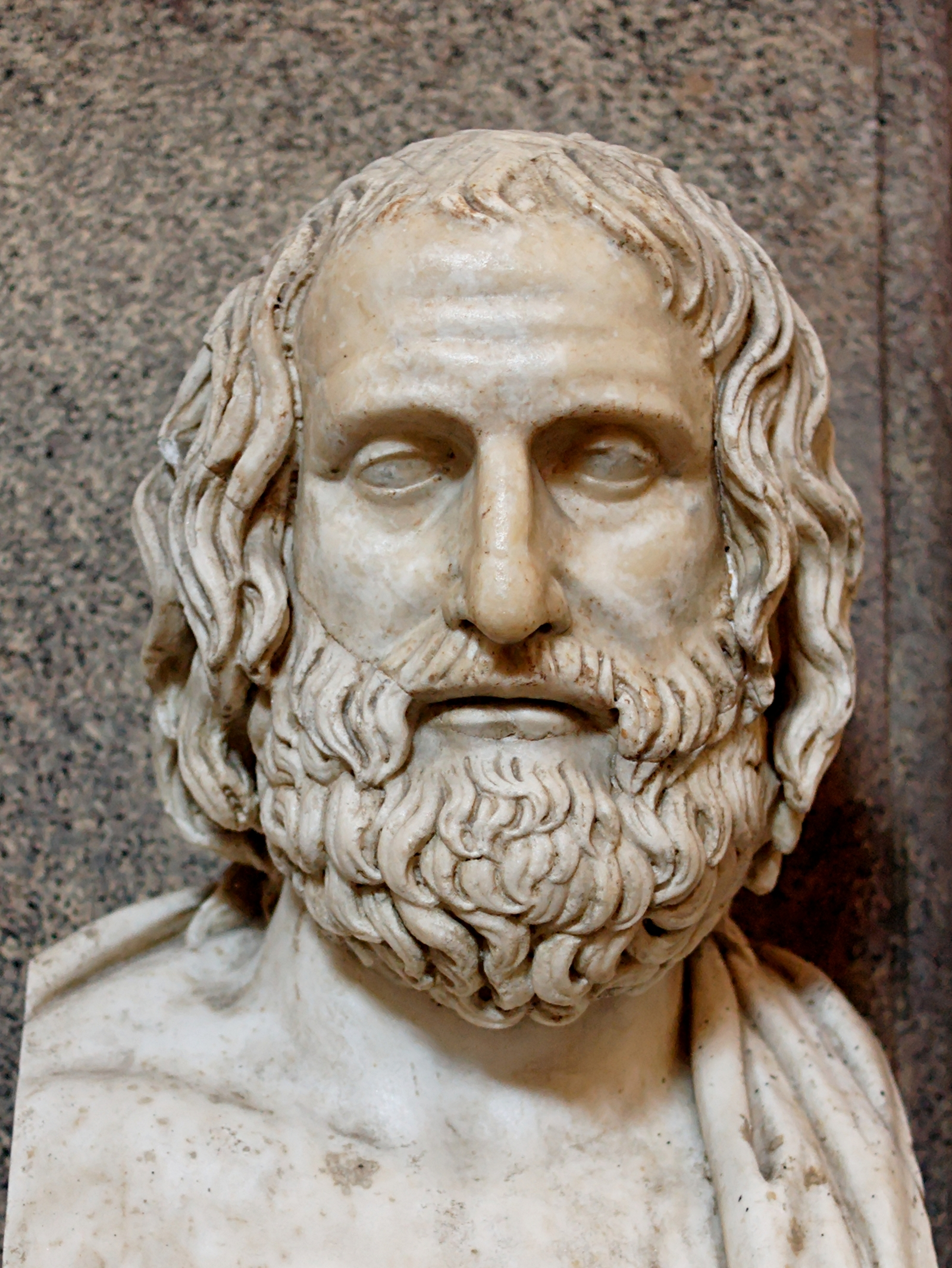
Busto de Eurípides, cópia romana de original grego do século IV a.C., Museu Pio-Clementino

A comédia passou a integrar as Grandes Dionísias em 488 a.C., tendo tido portanto um reconhecimento meio século depois da tragédia. No ano de 440 a.C. a comédia foi também introduzida nas Leneias, outro festival em honra Dioniso no inverno. Na comédia o coro assumia uma importância maior que na tragédia e verificava-se uma maior interatividade com o público, já que os atores dialogavam com este.
Da Comédia Antiga apenas sobreviveram os trabalhos de Aristófanes, que se inspiram na vida de Atenas e que se caracterizam pela crítica aos governantes (Os Cavaleiros, Os Acarnenses), à educação dos sofistas (As Nuvens) e à guerra (Lisístrata). Um dos políticos mais criticados por Aristófanes foi Cléon, que teria levado Aristófanes aos tribunais por se sentir ofendido.
A Comédia Nova desenvolveu-se a partir da morte de Alexandre Magno em 323 até 260 a.C.. Teve em Menandro um de seus representantes. A política já não era um dos temas explorados, preferindo-se enredos que giravam em torno de identidades falsas, intrigas familiares e amorosas.

## Autores
Embora sejam registrados muitos autores especialmente na época áurea do teatro grego, somente de quatro nos chegaram peças integrais, todos eles de Atenas: Ésquilo, Sófocles e Eurípedes na tragédia, e Aristófanes na comédia. Suas criações, e mais referências de fontes secundárias como Aristóteles, são a base para o conhecimento do teatro da Grécia Antiga.
Ésquilo (525 a 456 a.C., aproximadamente)
- Principal texto: Prometeu acorrentado.
- Tema principal que tratava: contava fatos sobre os deuses e os mitos.

Sófocles (496 a 406 a.C., aproximadamente)
- Principal texto: Édipo Rei.
- Tema principal que tratava: as grandes figuras reais.

Eurípides (484 a 406 a.C., aproximadamente)
- Principal texto: As troianas
- Tema principal que tratava: dos renegados, dos vencidos (pai do drama ocidental)

Aristófanes (445? – 386 a.C.) Dramaturgo grego considerado o maior representante da comédia grega clássica.

## Os teatros

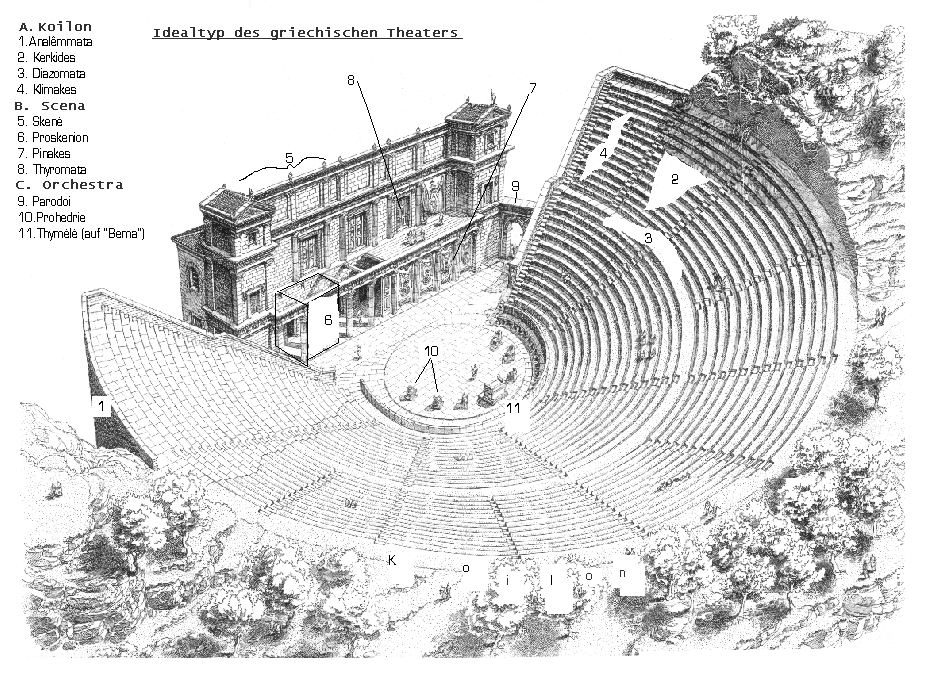
Um teatro grego típico com a designação de suas várias partes

Os teatros (de theatron, "local onde se vê") surgiram a partir do século VI a.C.. Julga-se que antes disso as primeiras representações teatrais seriam realizadas em locais públicos como a ágora de Atenas.
Os teatros situavam-se ao ar livre, nos declives das encostas, locais que proporcionavam uma boa acústica. Inicialmente os bancos eram feitos de madeira, mas a partir do século IV a.C. passaram a ser construídos em pedra.
Para além a plateia distinguiam-se várias áreas no teatro. A orquestra era a área circular em terra batida ou com lajes de pedra situada no centro das bancadas, onde o coro realizava a sua interpretação. Julga-se que a orquestra teria de início uma forma quadrangular, como no Teatro de Tóricos. No centro da orquestra ficava a thymele, um altar em honra a Dionísio, que servia não só para oferecer sacrifícios, mas também como adereço. Em cada lado da orquestra existiam as entradas para o coro, os párodos (parodoi).
Detrás da orquestra estava a skenê, o cenário, estrutura cuja função inicial foi servir como local onde os actores trocavam de roupa, mas que passou também a representar a fachada de um palácio ou de um templo. Frente à skenê estava o proscenium, onde os actores representavam os papéis, se bem que estes também se deslocassem até à orquestra.
Dos teatros da Antiga Grécia alguns dos mais importantes são o Teatro de Epidauro, o Teatro de Dodona, o Odeon de Herodes Ático, o Teatro de Delfos, o Teatro de Segesta, o Teatro de Siracusa e o Teatro de Dionísio.